# By a Woman's Wit
By a Woman's Wit è un cortometraggio del 1911 diretto da Sidney Olcott. Fu l'esordio cinematografico per l'attrice Alice Hollister.

## Produzione
Il film fu prodotto nel 1911 dalla Kalem Company.

## Distribuzione
Distribuito dalla General Film Company, il film - un cortometraggio in una bobina - uscì nelle sale statunitensi il 5 aprile 1911. Una copia della pellicola si trova conservata negli archivi del Nederlands Film Museum di Amsterdam.